# Luis Swisher
Luis Arturo Swisher Salguero (ur. 21 czerwca 1978 w Gwatemali) – gwatemalski piłkarz występujący na pozycji obrońcy, reprezentant Gwatemali w latach 2000–2007.

## Kariera klubowa
Swisher jest wychowankiem stołecznego zespołu Aurora FC, gdzie grał w latach 2000-2001. Następnie zaliczył występy w Comunicaciones FC, CF Universidad de San Carlos, Cobán Imperial i CSD Suchitepéquez. Latem 2005 roku wyjechał do Polski i zasilił Polonię Warszawa. Ogółem rozegrał w niej 14 ligowych spotkań oraz 4 w Pucharze Polski. Rundę wiosenną spędził w rezerwach klubu. Później powrócił do ojczyzny, aby reprezentować barwy najpierw Xelajú MC, a następnie CF Universidad de San Carlos. W 2013 roku zakończył karierę zawodniczą.

## Kariera reprezentacyjna
Swisher reprezentował Gwatemalę na Złotym Pucharze CONCACAF 2002 i 2007 oraz w eliminacjach do Mistrzostw Świata 2002.